# Jesse & Joy

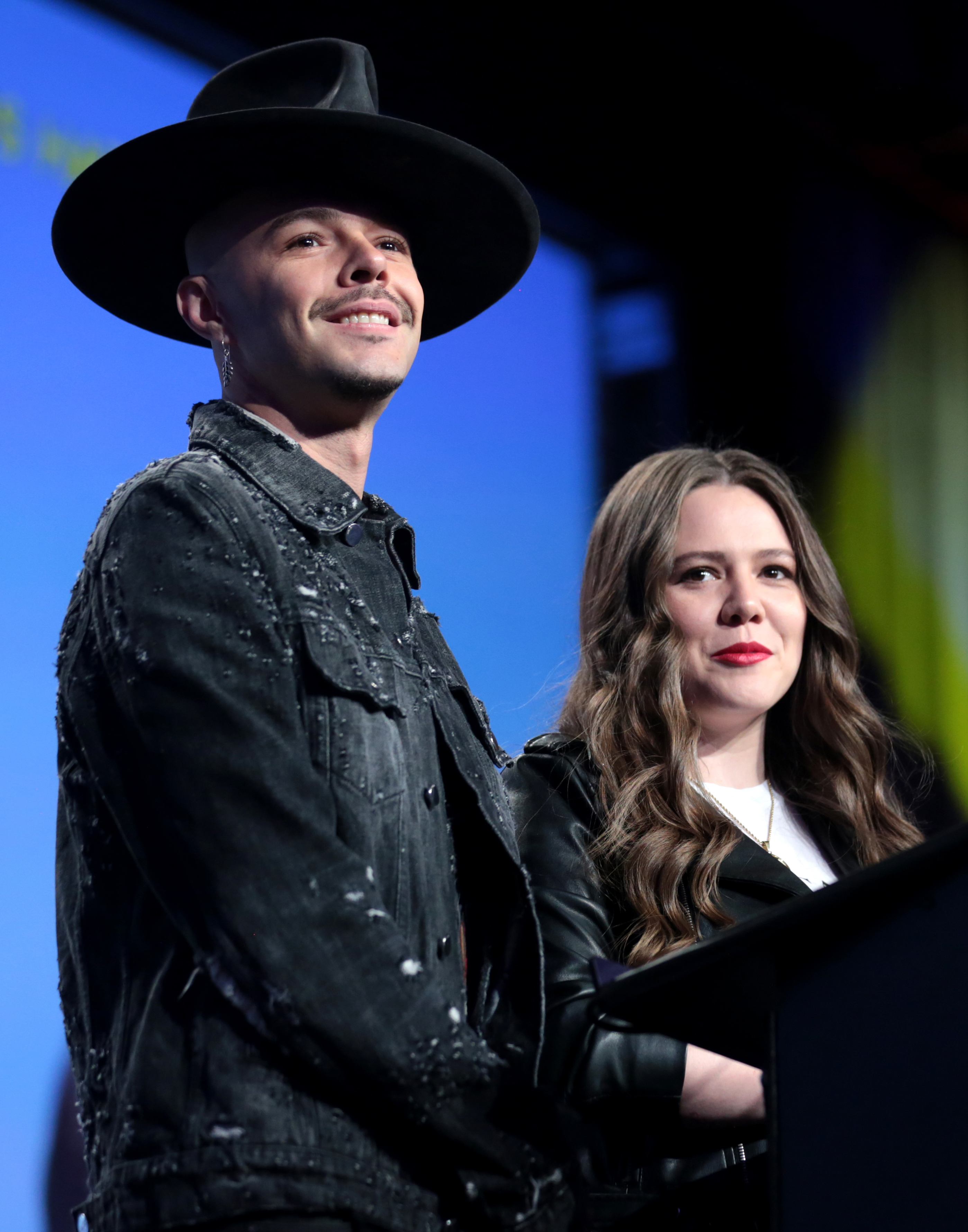
Jesse & Joy

Jesse & Joy sind ein mexikanisches Latin-Pop-Duo aus Mexiko-Stadt.

## Bandgeschichte
Das Geschwisterpaar Jesse und Joy Huerta aus der mexikanischen Hauptstadt begann erst 2001, als Jesse volljährig geworden war, ernsthaft mit dem gemeinsamen Musizieren. Die jüngere Schwester war da 15 Jahre alt. Mit der Zeit machten sie sich einen Namen und 2005 nahm sie mit Warner Music ein großes Label unter Vertrag. Noch vor der ersten Veröffentlichung hatten sie erste große Auftritte bei einer Konzertveranstaltung von Sin Bandera vor 100.000 Zuschauern und als Vorband bei einem James-Blunt-Konzert.
Espacio sideral hieß ihre Debütsingle 2006, gefolgt vom ersten Album Esta es mi vida. Obwohl die höchste Position in den mexikanischen Charts nur Platz 17 war, hielt es sich über ein Jahr in den Charts und wurde mit Platin ausgezeichnet. Im Jahr darauf erfolgte die Veröffentlichung in den Vereinigten Staaten und auch da erreichte das Album Platz 17 der Latin-Pop-Charts, die Single sogar Platz 15, eine weitere Albumsingle, Llegaste tú, Platz 12. Bei den Latin-Grammy-Awards wurden sie im selben Jahr als beste neue Künstler ausgezeichnet. Es folgte die EP Esto es lo que soy und 2009 das von Tom Russo produzierte Album Electricidad. In Mexiko erreichten sie damit zwar nur Platz 21, aber sowohl mit dem Album als auch mit der ausgekoppelten Single Adiós kamen sie auf Platz 3 in den jeweiligen US-Latin-Pop-Charts.
Das dritte Album des Duos wurde von Martin Terefe produziert. Es trug den Titel ¿Con quién se queda el perro? und erschien zum Jahresende 2011. In Mexiko erreichte es Platz 3 und wurde mit 3-fach-Platin ausgezeichnet. In den USA kam es auf Platz 2 der Genrecharts und brachte ihnen Platin als spanischsprachiges Album (60.000 verkaufte Einheiten). Besonders erfolgreich war der Song ¡Corre!, der ihr erster Latin-Pop-Nummer-eins-Hit war und der bei den Latin-Grammy-Awards als Song und als Single des Jahres ausgezeichnet wurde. Insgesamt gewannen sie 2012 dort vier Preise. Bei den großen Grammy Awards war das Album 2013 als bestes Latin-Pop-Album nominiert.
Es folgten ausgiebige Tourneen und Auftritte, unter anderem auch in Europa, was ihnen erstmals auch eine Platzierung in den spanischen Charts einbrachte, und das Livealbum Soltando al perro. Danach arbeiteten sie an ihrem vierten Studioalbum Un besito más unter anderem mit Fraser T. Smith und Juan Luis Guerra. Erstmals kamen sie damit Ende 2015 auf Platz 1 der US-Latin-Pop-Albumcharts. Und sie gewannen bei den Grammy Awards 2017 die Auszeichnung für das beste Latin-Pop-Album. Dazu kam ein weiterer Latin-Grammy und einmal Platin in Mexiko.

## Mitglieder
- Jesse Eduardo Huerta Uecke (* 31. Dezember 1982), Gitarre, Klavier, Schlagzeug
- Tirzah Joy Huerta Uecke (* 20. Juni 1986), Sängerin, Gitarre

## Diskografie

### Alben
| Jahr | Titel Musiklabel                                  | Höchstplatzierung, Gesamtwochen, AuszeichnungChartplatzierungen (Jahr, Titel, Musiklabel, Platzierungen, Wochen, Auszeichnungen, Anmerkungen) | Höchstplatzierung, Gesamtwochen, AuszeichnungChartplatzierungen (Jahr, Titel, Musiklabel, Platzierungen, Wochen, Auszeichnungen, Anmerkungen) | Höchstplatzierung, Gesamtwochen, AuszeichnungChartplatzierungen (Jahr, Titel, Musiklabel, Platzierungen, Wochen, Auszeichnungen, Anmerkungen) | Anmerkungen                                   |
| Jahr | Titel Musiklabel                                  | Latin | ES | MX | Anmerkungen                                   |
| ---- | ------------------------------------------------- | --- | --- | --- | --------------------------------------------- |
| 2006 | Esta es mi vida Warner Musix Mexico               | Latin— PlatinLatin | — | MX7 Platin · (66 Wo.)MX | Erstveröffentlichung: 22. August 2006         |
| 2009 | Electricidad Warner Musix Mexico                  | Latin14 (3 Wo.)Latin | — | MX21 Gold · (8 Wo.)MX | Erstveröffentlichung: 15. September 2009      |
| 2011 | ¿Con quién se queda el perro? Warner Musix Mexico | Latin8 ×4Vierfachplatin · (66 Wo.)Latin | ES19 (20 Wo.)ES | MX3 ×3Dreifachplatin · (79 Wo.)MX | Erstveröffentlichung: 6. Dezember 2011        |
| 2014 | Soltando al perro Warner Musix Mexico             | Latin44 (1 Wo.)Latin | — | — | Erstveröffentlichung: 25. März 2014 Livealbum |
| 2015 | Un besito más Warner Musix Mexico                 | Latin1 Gold · (31 Wo.)Latin | ES72 (1 Wo.)ES | MX5 Platin · (23 Wo.)MX | Erstveröffentlichung: 4. Dezember 2015        |
| 2017 | Jesse & Joy Warner Musix Mexico                   | Latin47 (1 Wo.)Latin | — | — | Erstveröffentlichung: 3. Februar 2017         |
| 2020 | Aire (versión día) Warner Musix Latina            | Latin— PlatinLatin | — | — | Erstveröffentlichung: 8. Mai 2020             |

### EPs
| Jahr | Titel Musiklabel                       | Höchstplatzierung, Gesamtwochen, AuszeichnungChartplatzierungen (Jahr, Titel, Musiklabel, Platzierungen, Wochen, Auszeichnungen, Anmerkungen) | Höchstplatzierung, Gesamtwochen, AuszeichnungChartplatzierungen (Jahr, Titel, Musiklabel, Platzierungen, Wochen, Auszeichnungen, Anmerkungen) | Höchstplatzierung, Gesamtwochen, AuszeichnungChartplatzierungen (Jahr, Titel, Musiklabel, Platzierungen, Wochen, Auszeichnungen, Anmerkungen) | Anmerkungen                          |
| Jahr | Titel Musiklabel                       | Latin | ES | MX | Anmerkungen                          |
| ---- | -------------------------------------- | --- | --- | --- | ------------------------------------ |
| 2008 | Esto es lo que soy Warner Musix Mexico | — | — | MX51 (9 Wo.)MX | Erstveröffentlichung: 7. Januar 2008 |

Weitere EPs
- 2010: Super 6 (US: Gold (Latin))

### Singles
| Jahr | Titel Album                                                             | Höchstplatzierung, Gesamtwochen, AuszeichnungChartplatzierungen (Jahr, Titel, Album, Platzierungen, Wochen, Auszeichnungen, Anmerkungen) | Höchstplatzierung, Gesamtwochen, AuszeichnungChartplatzierungen (Jahr, Titel, Album, Platzierungen, Wochen, Auszeichnungen, Anmerkungen) | Höchstplatzierung, Gesamtwochen, AuszeichnungChartplatzierungen (Jahr, Titel, Album, Platzierungen, Wochen, Auszeichnungen, Anmerkungen) | Anmerkungen                                                  |
| Jahr | Titel Album                                                             | Latin | ES | MX | Anmerkungen                                                  |
| ---- | ----------------------------------------------------------------------- | --- | --- | --- | ------------------------------------------------------------ |
| 2006 | Espacio sideral Esta es mi vida                                         | Latin35 (5 Wo.)Latin | — | MX— Gold (Ringtone)MX | Erstveröffentlichung: 31. Juli 2006                          |
| 2007 | Llegaste tú Esta es mi vida                                             | Latin32 (9 Wo.)Latin | — | — | Erstveröffentlichung: 9. April 2007                          |
| 2008 | Esto es lo que soy                                                      | Latin30 (14 Wo.)Latin | — | — | Titelmusik der Telenovela Las tontas no van al cielo         |
| 2009 | Adiós Electricidad                                                      | Latin13 (16 Wo.)Latin | — | — | Erstveröffentlichung: 20. Juli 2009                          |
| 2011 | ¡Corre! ¿Con quién se queda el perro?                                   | Latin4 (20 Wo.)Latin | ES19 Platin · (25 Wo.)ES | MX— ×5FünffachgoldMX | Erstveröffentlichung: 4. Oktober 2011                        |
| 2012 | La de la mala suerte ¿Con quién se queda el perro?                      | Latin23 (14 Wo.)Latin | ES39 (8 Wo.)ES | MX— PlatinMX | Erstveröffentlichung: 13. März 2012 mit Pablo Alborán        |
| 2012 | ¿Con quién se queda el perro?                                           | Latin32 (10 Wo.)Latin | — | MX— GoldMX | Erstveröffentlichung: 12. September 2012                     |
| 2012 | Llorar ¿Con quién se queda el perro?                                    | Latin12 (19 Wo.)Latin | — | MX— GoldMX | Erstveröffentlichung: 22. Oktober 2012 feat. Mario Domm      |
| 2014 | Mi tesoro Soltando al perro                                             | Latin16 (19 Wo.)Latin | — | — | Erstveröffentlichung: 21. Januar 2014                        |
| 2015 | Ecos de amor Un besito más                                              | Latin30 ×3Dreifachplatin · (13 Wo.)Latin                                                                                                 | — | — | Erstveröffentlichung: 14. August 2015                        |
| 2015 | No soy una de esas Un besito más                                        | Latin22 (20 Wo.)Latin | ES— GoldES | — | Erstveröffentlichung: 30. November 2015 feat. Alejandro Sanz |
| 2016 | Dueles Un besito más                                                    | Latin44 (5 Wo.)Latin | ES— PlatinES | — | Erstveröffentlichung: 5. Juli 2016                           |
| 2017 | Me soltaste Un besito más                                               | Latin50 ×2Doppelplatin · (3 Wo.)Latin | — | — | Erstveröffentlichung: 9. Februar 2017                        |
| 2017 | Un besito más                                                           | Latin— PlatinLatin | ES34 (7 Wo.)ES | — | Erstveröffentlichung: 11. Juli 2017 feat. Juan Luis Guerra   |
| 2017 | 3 a. m. Un besito más                                                   | Latin30 (20 Wo.)Latin | ES21 ×2Doppelplatin · (26 Wo.)ES | — | Erstveröffentlichung: 18. August 2017 feat. Tommy Torres     |
| 2019 | Tanto Aire (versión día)                                                | Latin46 ×2Doppelplatin · (3 Wo.)Latin | ES— GoldES | — | Erstveröffentlichung: 4. Oktober 2019 mit Luis Fonsi         |
| 2020 | Have Yourself a Merry Little Christmas (Te deseo muy felices fiestas) – | Latin16 (2 Wo.)Latin | — | — | Erstveröffentlichung: 19. November 2020                      |

grau schraffiert: keine Chartdaten aus diesem Jahr verfügbar
Weitere Singles
- 2007: Ya no quiero
- 2010: Chocolate
- 2011: Me voy (MX: Gold)
- 2013: Me quiero enamorar
- 2016: Echoes of Love (US: Gold (Latin))
- 2018: Te esperé (US: ×2Doppelplatin (Latin) , ES: Gold)
- 2019: Mañana es too Late (feat. J Balvin)

### Gastbeiträge
| Jahr | Titel Album              | Höchstplatzierung, Gesamtwochen, AuszeichnungChartplatzierungen (Jahr, Titel, Album, Platzierungen, Wochen, Auszeichnungen, Anmerkungen) | Höchstplatzierung, Gesamtwochen, AuszeichnungChartplatzierungen (Jahr, Titel, Album, Platzierungen, Wochen, Auszeichnungen, Anmerkungen) | Höchstplatzierung, Gesamtwochen, AuszeichnungChartplatzierungen (Jahr, Titel, Album, Platzierungen, Wochen, Auszeichnungen, Anmerkungen) | Anmerkungen                                                              |
| Jahr | Titel Album              | Latin | ES | MX | Anmerkungen                                                              |
| ---- | ------------------------ | --- | --- | --- | ------------------------------------------------------------------------ |
| 2013 | Dónde está el amor Tanto | Latin16 ×3Dreifachplatin · (17 Wo.)Latin                                                                                                 | ES32 ×2Doppelplatin · (5 Wo.)ES | — | Erstveröffentlichung: 30. September 2013 Pablo Alborán feat. Jesse & Joy |

grau schraffiert: keine Chartdaten aus diesem Jahr verfügbar

## Auszeichnungen
- Grammy Awards:

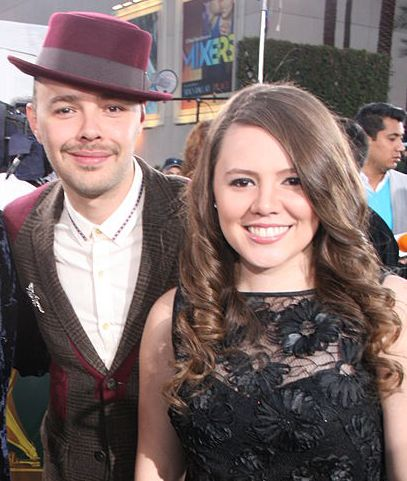
Jesse & Joy (2012)

  - 2017: Best Latin Pop Album für Un besito más

- Latin Grammy:
  - 2007: Mejor nuevo artista
  - 2012: Canción del año für ¡Corre!
  - 2012: Grabación del año für ¡Corre!
  - 2012: Mejor álbum vocal pop contemporáneo für ¿Con quién se queda el perro?
  - 2012: Mejor video musical versión corta für Me voy
  - 2016: Mejor álbum vocal pop contemporáneo für Un besito más